# 석탄 오염 완화

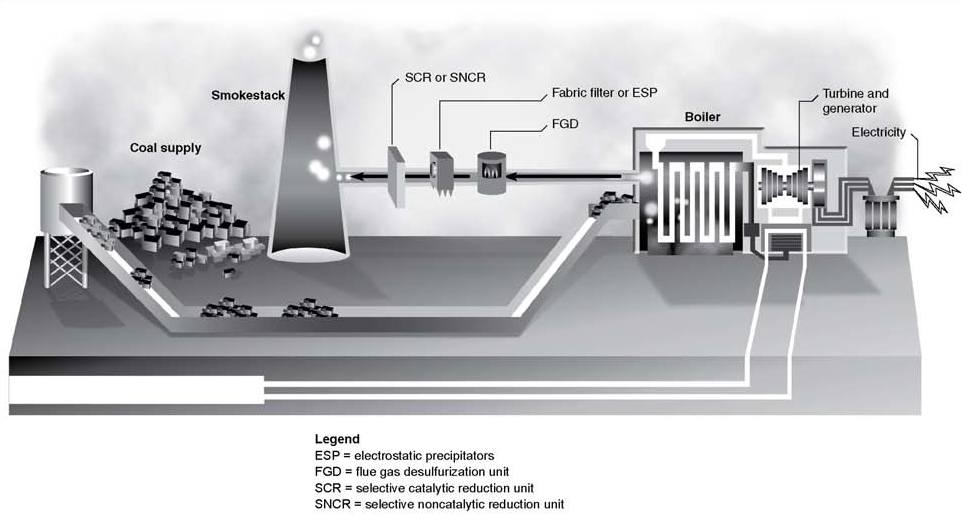
석탄 화력 발전소의 배출 제어

석탄 오염 완화(coal pollution mitigation)는 에너지 생산을 위한 석탄 연소의 건강 및 환경적 영향을 완화하려는 일련의 시스템 및 기술이다. 석탄 연소는 대기 오염, 산성비 및 온실 기체 배출에 기여하는 유해 물질을 방출한다. 완화에는 석탄 세척과 같은 연소 전 접근 방식과 연도 가스 탈황, 선택적 촉매 환원, 정전 필터, 비산회 감소를 포함하는 연소 후 접근 방식이 포함된다. 이러한 조치들은 석탄이 인간의 건강과 환경에 미치는 영향을 줄이는 것을 목표로 한다.
석탄의 연소는 다양한 화학 물질을 공기 중으로 방출한다. 주요 생성물은 석유 연소와 마찬가지로 물과 이산화 탄소이다. 또한 이산화 황과 질소 산화물, 그리고 약간의 수은도 방출된다. 연소 후 남는 잔류물인 석탄재는 종종 비소, 수은, 납을 포함한다. 마지막으로 석탄, 특히 무연탄의 연소는 방사성 물질을 방출할 수 있다.

## 완화 기술
석탄 기반 오염의 완화는 몇 가지 다른 접근 방식으로 나눌 수 있다. 석탄 오염 완화는 석탄 연소의 부정적인 영향을 최소화하는 것을 목표로 한다.

### 연소 전
석탄은 연소 전에 물리적 및 화학적 방법으로 정제할 수 있다.
석탄의 물리적 정제는 일반적으로 비중 공정을 포함하며, 종종 부유선별과 함께 사용된다. 이러한 공정은 석탄보다 밀도가 높은 특성을 이용하여 석탄의 미네랄 및 기타 불연성 성분을 제거한다. 이 기술은 널리 사용된다.
석탄은 또한 부분적으로 화학적 처리로 정제될 수 있다. 이 개념은 화학 물질을 사용하여 석탄의 유해 성분을 제거하고 가연성 물질을 남기는 것이다. 일반적으로 석탄 정제는 분쇄된 석탄을 산 또는 염기으로 처리하는 것을 포함한다. 이 기술은 비용이 많이 들고 시연 단계를 거의 넘어선 적이 없다. 제2차 세계 대전 중 독일 산업은 플루오린화 수소산 및 관련 시약을 사용하여 석탄에서 재를 제거했다.

### 연소 후
석탄 연소로 발생하는 폐기물은 가스, 미립자, 고체(재)의 세 가지 범주로 분류할 수 있다. 가스 생성물은 SOx, NOx, 수은의 배출을 최소화하기 위해 여과하고 스크러빙할 수 있다.
- SO
2는 연도 가스 탈황을 통해 제거할 수 있다.
- NO
2는 선택적 촉매 환원(SCR)을 통해 제거할 수 있다.
- 수은 배출량은 최대 95%까지 줄일 수 있다.[3]

정전 필터는 미립자를 제거한다. 습식 스크러버는 가스와 미립자를 모두 제거할 수 있다.

### 재
고체 잔류물인 석탄재는 별도의 기술 세트를 필요로 하지만, 일반적으로 매립 또는 일부 고정화 접근 방식을 포함한다. 비산회를 줄이는 것은 방사성 물질의 배출을 줄인다.

### 탄소 포집
탄소 포집에는 여러 가지 기술적 방법이 있다.
- 연소 전 포집 – 이는 공급 원료(예: 석탄)를 가스화하여 합성가스를 형성하는 것을 포함한다. 이 합성가스는 변환되어 H
2 및 CO2가 풍부한 가스 혼합물을 생성할 수 있으며, 이로부터 CO2를 효율적으로 포집 및 분리, 운송, 최종적으로 격리할 수 있다.[4] 이 기술은 일반적으로 IGCC 공정 구성과 관련이 있다.[5]
- 연소 후 포집 – 이는 연소 과정의 배기 가스에서 CO2를 포집하는 것을 말한다.
- 순산소 연소 – 석탄과 같은 화석연료는 공기가 아닌 재순환 연도 가스와 산소의 혼합물에서 연소되며, 이는 연도 가스에서 질소를 거의 제거하여 효율적이고 저렴한 CO2 포집을 가능하게 한다.[6]

### 위성 모니터링
위성 모니터링은 현재 국가 데이터를 교차 확인하는 데 사용되며, 예를 들어 센티넬-5 전조 위성은 중국의 SO2 통제가 부분적으로만 성공했음을 보여주었다. 또한 SCR과 같은 기술의 낮은 사용이 남아프리카와 인도에서 높은 NO2 배출을 초래했음을 밝혀냈다.

### 복합 화력 발전소
일부 IGCC 석탄 화력 발전소는 석탄 가스화를 통해 건설되었다. 이 발전소들은 석탄을 더 효율적으로 연소하여 오염 물질을 덜 배출하지만, 이 기술은 일본에서 논란의 여지가 있기는 하지만 석탄에 대해 일반적으로 경제성이 있는 것으로 입증되지 않았다.

## 사례 연구
향상된 석유 회수 및 기타 적용과 함께 상업 규모 CCS는 현재 여러 국가에서 테스트되고 있다.[누구에 의해?] 제안된 CCS 부지는 격리된 CO2의 대기 누출, 유도된 지질 불안정성, 또는 식수 공급에 사용되는 해양 및 대수층과 같은 수원의 오염을 포함할 수 있는 잠재적 위험을 피하기 위해 광범위한 조사 및 모니터링을 거친다. 2021년 현재, 지하에 가스를 저장하는 석탄 발전소에 대한 유일한 CCS 시연은 경계 댐 발전소의 일부이다.
그레이트 플레인스 신퓨얼즈 플랜트는 이산화탄소 격리의 기술적 타당성을 뒷받침한다. 석탄 가스화에서 발생하는 이산화탄소는 캐나다로 운송되어 석유 회수를 돕기 위해 지하에 주입된다. 탄소 격리 과정의 단점은 기존 공정에 비해 비용이 많이 든다는 것이다.
582 MW 규모의 석탄 가스화 기반 발전소인 켐퍼 카운티 IGCC 프로젝트는 CO2의 연소 전 포집을 사용하여 발전소에서 생산되는 CO2의 65%를 포집할 것으로 예상되었으며, 이는 향상된 석유 회수 작업에서 활용 및 지질학적으로 격리될 예정이었다. 그러나 여러 차례 지연과 비용이 75억 달러(초기 예산의 세 배)로 증가한 후, 석탄 가스화 프로젝트는 포기되었고 2017년 말 현재 켐퍼는 더 저렴한 천연가스 발전소로 건설 중이다.
서스캐처원 주 정부의 경계 댐 통합 탄소 포집 및 격리 시연 프로젝트는 발전소 3호기에서 배출되는 CO2의 90%를 포집하기 위해 연소 후, 아민 기반 스크러버 기술을 사용할 것이다. 이 CO2는 송유관을 통해 웨이번 유전에서 향상된 석유 회수에 활용될 것이다.

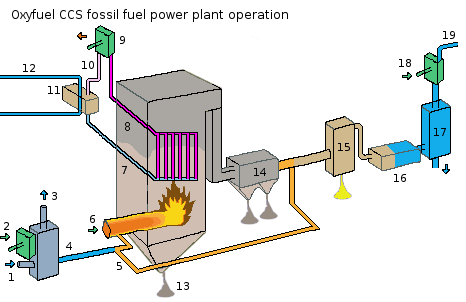
순산소 CCS 발전소는 배기 가스를 처리하여 를 분리하여 저장 또는 격리할 수 있도록 한다.

순산소 연소 탄소 포집 기술을 사용하는 초기 석탄 기반 발전소의 예로는 스웨덴 회사 바텐팔의 슈바르츠 품페 발전소가 있으며, 독일 슈프렘베르크에 위치하며 독일 회사 지멘스가 건설하여 2008년 9월에 가동되었다. 이 시설은 CO2와 산성비를 유발하는 오염 물질을 포집하고 분리한 다음 CO2를 액체로 압축한다. 고갈된 천연가스 유전이나 다른 지질 구조에 CO2를 주입할 계획이다. 바텐팔은 이 기술이 대기 중 CO2 감소를 위한 최종 해결책으로 간주되지 않지만, 전력 생산에 대한 더 바람직한 대안적 해결책이 경제적으로 실용화될 수 있는 가까운 미래에 달성 가능한 해결책을 제공한다고 생각한다.
다른 순산소 연소 탄소 포집 기술도 진행 중이다. 칼리드 발전소는 30MWth의 기존 PC-발전소를 순산소 모드로 작동하도록 개조했으며, 스페인 시우덴에서는 엔데사가 순환 유동층 연소(CFBC) 기술을 사용하는 새로 건설된 30MWth 순산소 발전소를 보유하고 있다. 바브콕-써모에너지의 제로 배출 보일러 시스템(ZEBS)은 순산소 연소 기반이며, 이 시스템은 거의 100%의 탄소 포집과 회사 정보에 따르면 사실상 공기 배출이 없는 것이 특징이다.
다른 탄소 포집 및 저장 기술에는 저등급 석탄을 탈수하는 기술이 포함된다. 저등급 석탄은 종종 더 높은 수준의 수분 함량을 포함하며 이는 톤당 더 낮은 에너지 함량을 포함한다. 이로 인해 연소 효율이 감소하고 배출량이 증가한다. 연소 전에 석탄에서 수분을 줄이면 배출량을 최대 50%까지 줄일 수 있다.
1980년대 후반과 1990년대 초반에 미국 에너지부(DOE)는 청정 석탄 기술 및 청정 석탄 전력 이니셔티브(CCPI)라는 프로젝트를 수행했다.

## 재정적 영향
탄소 포집 및 저장 기술이 전 세계적으로 채택될지는 "...과학보다는 경제에 달려 있다. 석탄을 정화하는 것은 매우 비싸다."

### 단일 석탄 화력 발전소 전환 비용
기존 석탄 화력 발전소의 전환은 CO2를 탄산 암모늄에 주입한 후 이를 운송하여 지하(가급적 해저 토양)에 퇴적함으로써 이루어진다. 그러나 이 주입 과정은 단연코 가장 비싸다. 장비 및 탄산 암모늄 비용 외에도 석탄 화력 발전소는 주입을 위해 생성된 열의 30%를 사용해야 한다(기생 부하). 아메리칸 일렉트릭 파워 마운티니어 석탄 발전소에서 테스트 설정이 완료되었다.
이 열 손실/기생 부하를 줄이는 한 가지 해결책은 미분탄을 공기 대신 순수 산소로 태우는 것이다.

### 신규 석탄 화력 발전소의 비용 영향
새로 건설되는 석탄 화력 발전소는 연소 전에 석탄을 즉시 가스화하도록 만들 수 있다. 이렇게 하면 배기 가스에서 CO2를 분리하기가 훨씬 쉬워져 공정 비용이 저렴해진다. 이 가스화 공정은 "그린젠"이라고 불리는 톈진시의 석탄 화력 발전소와 같은 새로운 석탄 발전소에서 수행된다.

## 국가별 경험
현지 오염 기준에는 GB13223-2011(중국), 인도, 산업 배출 지침(EU) 및 청정대기법 (미국)이 포함된다.

### 중국
2006년 이후 중국은 다른 어떤 나라보다 더 많은 CO2를 배출한다. 중국 연구원들은 더 적은 석탄으로 더 많은 전력을 얻기 위해 석탄 연소 효율을 높이는 데 주력하고 있다. 새로운 고효율 발전소는 동일한 양의 전력을 얻기 위해 석탄을 덜 태워도 되므로 CO2 배출량을 7% 줄일 수 있을 것으로 추정된다.
2019년 기준 기준 CCS 개조 비용은 불확실하며, 경제성은 부분적으로 중국 탄소 배출권 거래제의 진행 상황에 따라 달라진다.

### 인도
새로운 란셋 연구에 따르면, 2019년 인도에서 오염으로 인해 230만 명 이상이 조기 사망했다. 거의 160만 명이 대기 오염으로 인해 사망했으며, 50만 명 이상이 수질 오염으로 인해 사망했다. 인도는 오염원을 완화하기 위한 수단과 규제 권한을 개발했지만, 오염 통제 노력을 주도하고 실질적인 개선을 달성하기 위한 중앙 집중식 시스템이 없다"고 연구는 덧붙였다. 이는 인도의 93% 지역에서 오염 수준이 세계보건기구(WHO) 지침보다 훨씬 높다는 것을 의미한다.

### 캐나다
2014년 주 소유 전력 회사인 SaskPower는 Boundary Dam의 보일러 3호기 개조를 완료하여 세계 최초의 연소 후 탄소 포집 저장 시설을 만들었다. 개조 프로젝트는 12억 달러가 조금 넘는 비용이 들었으며, 배출되는 배기가스의 최대 90%에서 CO2와 독성 물질을 제거할 수 있다.

### 일본
도호쿠 지방 태평양 해역 지진으로 인한 일본 후쿠시마 제1원자력발전소의 치명적인 실패와 이어진 원자력 발전에 대한 광범위한 대중의 반대로 인해, 아베 신조 주도 정부는 일본의 원자력 발전소 부분 폐쇄로 인한 에너지 용량 손실을 만회하고 노후된 석탄 및 석유 화력 발전소를 대체하는 동시에 파리 협정의 2030년 배출 목표를 달성하기 위해 고에너지, 저배출(HELE) 석탄 발전소를 선호하게 되었다. 45개의 HELE 발전소가 계획되었으며, 이는 IGCC의 추가 개발인 통합 가스화 연료 전지 사이클을 사용할 것으로 예상된다.
일본은 1990년대 초반과 2000년대 후반에 IGCC 석탄 발전소에 대한 이전 시범 프로젝트를 채택했다.

### 미국
미국에서는 전 조지 W. 부시 대통령이 2007년 연두교서를 포함한 여러 차례 연설에서 청정 석탄을 언급했다. 부시의 입장은 탄소 포집 및 저장 기술이 외화 석유에 대한 국가 의존도를 줄이는 한 가지 수단으로 장려되어야 한다는 것이었다.
2008년 미국 대통령 선거 기간 동안, 존 매케인과 버락 오바마 두 후보 모두 전반적인 포괄적 에너지 계획의 일환으로 CCS 기술 개발에 관심을 표명했다. 오염 완화 기술 개발은 미국이나 이를 연구하는 다른 국가들에게 수출 사업을 창출할 수도 있었다.
미국 재투자 및 복구법은 시연 프로젝트를 포함한 첨단 탄소 포집 및 저장 기술에 34억 달러를 배정했다.
전 국무장관 힐러리 클린턴은 "새로운 전력 생산은 청정 석탄과 재생 에너지와 같은 다른 출처에서 나와야 한다"고 말했으며, 전 에너지 장관 스티븐 추는 "탄소 포집 및 저장에 투자할 가치가 분명히 있다"고 말하면서 미국과 유럽이 석탄을 등한시하더라도 인도와 중국과 같은 개발도상국은 그렇지 않을 것이라고 언급했다.
2012년 미국 대통령 선거 토론에서 밋 롬니는 청정 석탄에 대한 지지를 표명하고 현 연방 정책이 석탄 산업을 방해하고 있다고 주장했다.
트럼프 행정부 동안 미국 에너지부 내에 청정 석탄 및 탄소 관리실이 설립되었으나, 바이든 행정부에서 폐지되었다.

## 같이 보기
- 석탄 산업의 건강 및 환경 영향

- 아시아 태평양 청정 개발 및 기후 파트너십
- 바이오 숯
- 탄소 포집 및 저장
- 탄소격리
- 탄소흡수원
- 기후변화 완화
- 미국의 탄광업
- 석탄 단계적 폐지
- 석탄-물 슬러리 연료
- 코크스
- 석탄 산업의 환경 영향
- 유동층 연소
- 교토 의정서
- 정제 석탄

## 추가 자료
- Biello, David (January 2016). 《The Carbon Capture Fallacy》. 《Scientific American》 314. 58–65쪽. Bibcode:2015SciAm.314a..58B. doi:10.1038/scientificamerican0116-58. PMID 26887197.
- 《Can the Earth be Coal-Friendly?》. 《PBS Documentary (Wyoming)》. 2009년 4월 10일. 2009년 4월 13일에 원본 문서에서 보존된 문서.
- 《Clean coal technology: How it works》. 《BBC News》. 2005년 11월 28일. 2010년 1월 2일에 확인함.
- Wald, Matthew L. (2008년 8월 27일). 《The Energy Challenge》. 《The New York Times》. 2010년 4월 30일에 확인함.
- 《In Clean Coal We Trust - or Do We?》. 《ParisTech Review》. 2013년 10월 15일.
- “The Future of Coal An Interdisciplinary MIT Study”. Massachusetts Institute of Technology. 2009년 3월 29일에 확인함.